# Борислав Божовић
Борислав Божовић (Стијена Пиперска, код Подгорице, 9. април 1913 — Београд, 12. децембар 1987) био је лекар, учесник Народноослободилачке борбе, професор и декан Медицинског факултета у Београду, санитетски генерал-мајор ЈНА у резерви и академик Српске академије наука и уметности.

## Биографија
Рођен је 9. априла 1913. године у селу Стијена Пиперска - Пипери код Подгорице. Године 1938. је завршио Медицински факултет у Београду. Од 1939. до 1941. године је радио као лекар на Трећој интерној клиници у Београду.
Након окупације Југославије, 1941. године вратио се у родни крај и од јула 1941. године је учествовао у Народноослободилачком рату. Августа 1941. године примљен је у чланство Комунистичке партије Југославије (КПЈ). У току рата обављао је дужности — руководиоца Санитетске службе Главног штаба НОП одреда Црне Горе, начелника санитета Прве пролетерске ударне бригаде, начелника Санитетске службе Главног штаба НОВ и ПО Хрватске, управника партизанских болница НОВЈ у Италији, начелника Санитетске службе Главног штаба НОВ и ПО Србије и др.
Након рата је до априла 1949. године био на разним дужностима у санитетској служби Југословенске армије, а потом је демобилисан у чину генерал-мајора. Био је и један од личних лекара Јосипа Броза Тита. Након демобилизације бавио се научним радом и објавио је већи број радова из области интерне медицине — алергологија, канцерологија, ендокринологија и др. Од 1962. године је био редовни професор Медицинског факултета у Београду, а у периоду од 1967. до 1972. године је два пута био биран за декана овог факултета. Био је директор Интерне Б клинике Клиничког центра Србије.
Дописни члан Српске академије наука и уметности (САНУ) постао је 16. децембра 1965, а редовни члан 21. марта 1974. године. Био је члан Одељења медицинских наука, а од 17. децембра 1981. године па до смрти је био секретар овог Одељења. Објавио је неколико стручних књига — Клиничка ендокринологија, Примарни рак плућа и др.
Био је у браку са лекарком Сашом Божовић (1912—1995) са којом је имао четворо деце. Новембра 1941. године Саша је у италијанском логору у Албанији родила њихову ћерку Долорес. Крајем 1941. оне су били размењене за заробљене италијанске војнике, али је њихова ћеркица услед ратних напора преминула марта 1943. године у току битке на Неретви. Након рата добили су двојицу синова — Ивана и Славка, чланове прве поставе рок групе „Црни бисери” и ћерку Иву.
Умро је 12. децембра 1987. године у Београду.
Носилац је Партизанске споменице 1941. и других југословенских одликовања, међу којима су — Орден заслуга за народ првог реда, Орден Републике са златним венцем и др. Добитник је Награде АВНОЈ-а 1974. године, Тринаестојулске награде СР Црне Горе и Октобарске награде града Београда.